# Danny Granger
Pour les articles homonymes, voir Granger.
Danny Granger, né le 20 avril 1983 à La Nouvelle-Orléans en Louisiane, est un joueur américain de basket-ball évoluant au poste d'ailier.

## Carrière universitaire
Après plusieurs saisons avec les Lobos du Nouveau-Mexique, l'équipe de la National Collegiate Athletic Association (NCAA) de l'université du Nouveau-Mexique, Granger se présente à la draft 2005 de la NBA.

## Carrière professionnelle

### Pacers de l'Indiana (2005-fév. 2014)

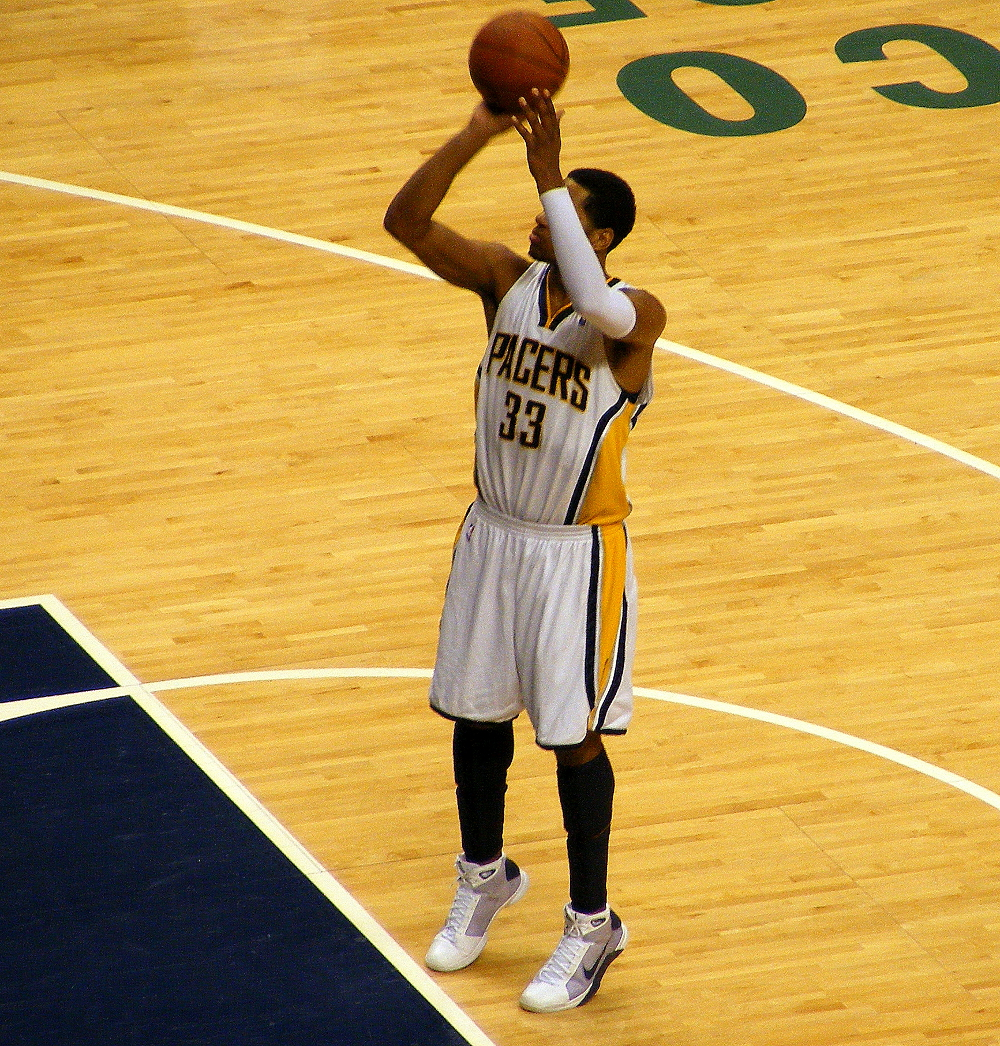
Granger au lancer-franc

Granger est sélectionné en 17e position par les Pacers de l'Indiana. Lors de sa saison de rookie, il marque 7,5 points et prend 4,9 rebonds en moyenne par match est et élu dans la deuxième équipe des rookies.
Dès sa deuxième saison, ses statistiques doublent quasiment par rapport à sa première saison avec 14 points par match. Lors de sa troisième saison, il frôle les 20 points par matchs et prend 6 rebonds et réalise 1 contre en moyenne par rencontre sur la saison. Il devient le leader offensif des Indiana Pacers après le départ de Jermaine O'Neal pour les Raptors de Toronto.
Lors de la saison 2008-2009, ses statistiques progressent encore et il permet aux Pacers de battre les deux meilleures équipes de la saison les Celtics de Boston et les Lakers de Los Angeles malgré une saison difficile pour son équipe. Il bat son record de points dans un match face aux Pistons de Détroit avec 42 points le 12 décembre 2008. Granger est sélectionné pour le NBA All-Star Game 2009. Son équipe manque toutefois les playoffs. En mai, il est convoqué pour participer au camp d'entraînement de l'équipe des États-Unis de basket-ball et éventuellement être sélectionné dans l'équipe pour les JO de 2012. Il est aussi élu Most Improved Player de la saison.
Lors de la saison 2009-2010, Granger, bien que souvent blessé (il ne dispute que 62 des 82 rencontres de la phase régulière), mais finit la saison avec 24,1 points, 5,5 rebonds et 2,8 passes. Durant cette saison, il bat son record de points en réalisant 44 points en mars contre le Jazz de l'Utah, de rebonds avec 16 prises face aux Warriors de Golden State. Il est sélectionné pour le mondial 2010.

### 76ers de Philadelphie (20-26 fév. 2014)
Le 20 février 2014, il est échangé aux 76ers de Philadelphie contre Evan Turner et Lavoy Allen. Furieux par son transfert, il cherche à rompre son contrat afin de rejoindre une équipe prétendante au titre comme le Heat de Miami ou les Spurs de San Antonio mais les joueurs du Heat ne sont pas favorables à son éventuelle arrivée. Le 25 février, bien que les négociations pour la rupture du contrat avance, Brett Brown, l'entraîneur des Sixers, souhaite conserver Granger. Il intéresse essentiellement cinq équipes à savoir les Spurs, les Rockets, les Clippers, le Heat et les Bulls. Le 26 février, il est officiellement libéré par les Sixers et décide de choisir sa destination le 28 février. À la suite de l'officialisation de son buy-out, les Clippers et les Spurs essaient de convaincre Granger de rejoindre leur équipe.

### Clippers de Los Angeles (février-juillet 2014)
Le 27 février 2014, il choisit de rejoindre les Clippers de Los Angeles.

### Heat de Miami (juillet 2014-février 2015)
Le 14 juillet 2014, Granger et Josh McRoberts signent au Heat de Miami.

### Fin de carrière
Le 19 février 2015, il est transféré aux Suns de Phoenix. Blessé, il ne joue pas et est envoyé aux Pistons de Détroit en juillet 2015. Le 26 octobre 2015, il est licencié par les Pistons.

## Palmarès

### En club
- Champion de la Division Centrale en 2013 avec les Pacers de l'Indiana.

### En sélection nationale
- Médaillé d'or au Championnat du monde 2010 en Turquie.

### Distinctions personnelles
- NBA Most Improved Player (joueur ayant le plus progressé) en 2009[14].
- Sélectionné pour le NBA All-Star Game 2009.
- NBA All-Rookie Second Team en 2006.

## Statistiques

### Universitaires
Les statistiques en matchs universitaires de Danny Granger sont les suivantes :
| Saison    | Équipe          | Matchs | Titul. | Min./m | % Tir | % 3pts | % LF | Rbds/m. | Pass/m. | Int/m. | Ctr/m. | Pts/m. |
| --------- | --------------- | ------ | ------ | ------ | ----- | ------ | ---- | ------- | ------- | ------ | ------ | ------ |
| 2001-2002 | Bradley         | 29     | 17     | 24,6   | 44,6  | 17,6   | 79   | 7,1     | 0,7     | 1,3    | 2,4    | 11,1   |
| 2002-2003 | Bradley         | 14     | 13     | 27,1   | 51,8  | 30     | 68,4 | 7,93    | 1,14    | 1,36   | 1,36   | 19,21  |
| 2003-2004 | Nouveau-Mexique | 22     | 22     | 32,0   | 49,1  | 33,3   | 76,0 | 8,95    | 2,09    | 1,32   | 1,41   | 19,50  |
| 2004-2005 | Nouveau-Mexique | 30     | 30     | 29,9   | 52,4  | 43,3   | 75,5 | 8,87    | 2,37    | 2,10   | 2,00   | 18,83  |
| Carrière  | Carrière        | 95     | 82     | 28,4   | 49,6  | 36,6   | 75,3 | 8,2     | 1,6     | 1,6    | 1,9    | 16,7   |

### Professionnelles

#### Saison régulière
| Saison    | Équipe        | Matchs | Titul. | Min./m | % Tir | % 3pts | % LF | Rbds/m. | Pass/m. | Int/m. | Ctr/m. | Pts/m. |
| --------- | ------------- | ------ | ------ | ------ | ----- | ------ | ---- | ------- | ------- | ------ | ------ | ------ |
| 2005-2006 | Indiana       | 78     | 17     | 22,6   | 46,2  | 32,3   | 77,7 | 4,92    | 1,15    | 0,74   | 0,79   | 7,53   |
| 2006-2007 | Indiana       | 82     | 57     | 34,0   | 45,9  | 38,2   | 80,3 | 4,65    | 1,39    | 0,82   | 0,74   | 13,93  |
| 2007-2008 | Indiana       | 80     | 80     | 35,9   | 44,6  | 40,4   | 85,2 | 6,08    | 2,08    | 1,19   | 1,05   | 19,59  |
| 2008-2009 | Indiana       | 67     | 66     | 36,2   | 44,7  | 40,4   | 87,8 | 5,09    | 2,73    | 1,03   | 1,45   | 25,79  |
| 2009-2010 | Indiana       | 62     | 62     | 36,7   | 42,8  | 36,1   | 84,8 | 5,52    | 2,76    | 1,52   | 0,82   | 24,15  |
| 2010-2011 | Indiana       | 79     | 79     | 35,0   | 42,5  | 38,6   | 84,8 | 5,38    | 2,57    | 1,13   | 0,78   | 20,53  |
| 2011-2012 | Indiana       | 62     | 62     | 33,3   | 41,6  | 38,1   | 87,3 | 4,95    | 1,76    | 1,00   | 0,65   | 18,69  |
| 2012-2013 | Indiana       | 5      | 0      | 14,7   | 28,6  | 20,0   | 62,5 | 1,80    | 0,60    | 0,40   | 0,20   | 5,40   |
| 2013-2014 | Indiana       | 29     | 2      | 22,5   | 35,9  | 33,0   | 96,2 | 3,62    | 1,14    | 0,31   | 0,45   | 8,34   |
| 2013-2014 | L.A. Clippers | 12     | 0      | 16,2   | 42,9  | 35,3   | 85,7 | 2,33    | 0,67    | 0,25   | 0,33   | 8,00   |
| 2014-2015 | Miami         | 30     | 6      | 20,4   | 40,1  | 35,7   | 75,7 | 2,67    | 0,57    | 0,43   | 0,20   | 6,27   |
| Carrière  | Carrière      | 586    | 431    | 31,5   | 43,4  | 38,0   | 84,8 | 4,93    | 1,87    | 0,96   | 0,82   | 16,82  |

#### Playoffs
| Saison   | Équipe        | Matchs | Titul. | Min./m | % Tir | % 3pts | % LF | Rbds/m. | Pass/m. | Int/m. | Ctr/m. | Pts/m. |
| -------- | ------------- | ------ | ------ | ------ | ----- | ------ | ---- | ------- | ------- | ------ | ------ | ------ |
| 2006     | Indiana       | 6      | 3      | 27,0   | 52,9  | 56,2   | 100  | 5,17    | 1,67    | 0,67   | 1,17   | 8,17   |
| 2011     | Indiana       | 5      | 5      | 36,7   | 47,8  | 34,8   | 87,5 | 5,60    | 3,20    | 1,20   | 0,20   | 21,6   |
| 2012     | Indiana       | 11     | 11     | 38,2   | 39,7  | 35,6   | 82,1 | 5,64    | 2,45    | 0,55   | 0,36   | 17,00  |
| 2014     | L.A. Clippers | 13     | 0      | 10,3   | 27,5  | 22,7   | 77,8 | 1,54    | 0,23    | 0,46   | 0,08   | 2,62   |
| Carrière | Carrière      | 35     | 19     | 25,7   | 41,7  | 38,3   | 84,2 | 4,03    | 1,60    | 0,63   | 0,37   | 10,80  |

## Records sur une rencontre en NBA
Les records personnels de Danny Granger en NBA sont les suivants, :
| Type de statistique        | Saison régulière | Saison régulière         | Saison régulière | Playoffs | Playoffs             | Playoffs      |
| Type de statistique        | Record           | Adversaire               | Date             | Record   | Adversaire           | Date          |
| -------------------------- | ---------------- | ------------------------ | ---------------- | -------- | -------------------- | ------------- |
| Points                     | 44               | Jazz de l'Utah           | 26 mars 2010     | 26       | @ Magic d'Orlando    | 2 mai 2012    |
| Paniers marqués            | 15               | Spurs de San Antonio     | 3 avril 2009     | 10       | 2 fois               | 2 fois        |
| Paniers tentés             | 28               | Cavaliers de Cleveland   | 13 avril 2009    | 21       | 2 fois               | 2 fois        |
| Paniers à 3 points réussis | 7                | 2 fois                   | 2 fois           | 5        | @ Magic d'Orlando    | 2 mai 2012    |
| Paniers à 3 points tentés  | 13               | 2 fois                   | 2 fois           | 10       | Magic d'Orlando      | 30 avril 2012 |
| Lancers francs réussis     | 17               | Warriors de Golden State | 17 décembre 2008 | 6        | Bulls de Chicago     | 23 avril 2011 |
| Lancers francs tentés      | 17               | Warriors de Golden State | 17 décembre 2008 | 7        | Bulls de Chicago     | 23 avril 2011 |
| Rebonds offensifs          | 7                | 2 fois                   | 2 fois           | 4        | @ Heat de Miami      | 15 mai 2012   |
| Rebonds défensifs          | 14               | Warriors de Golden State | 11 novembre 2009 | 10       | @ Nets du New Jersey | 2 mai 2006    |
| Rebonds totaux             | 17               | @ Knicks de New York     | 2 janvier 2011   | 12       | @ Nets du New Jersey | 2 mai 2006    |
| Passes décisives           | 10               | @ Bucks de Milwaukee     | 11 avril 2007    | 4        | 4 fois               | 4 fois        |
| Interceptions              | 6                | @ Spurs de San Antonio   | 6 mars 2008      | 3        | @ Bulls de Chicago   | 18 avril 2011 |
| Contres                    | 6                | @ Rockets de Houston     | 26 novembre 2008 | 2        | 2 fois               | 2 fois        |
| Balles perdues             | 7                | 5 fois                   | 5 fois           | 5        | 2 fois               | 2 fois        |
| Minutes jouées             | 49               | Bucks de Milwaukee       | 21 février 2007  | 43       | Magic d'Orlando      | 8 mai 2012    |

- Double-double : 31 (dont 1 en playoffs)
- Triple-double : 0